# Domanek (Glogovac)
Pour les articles homonymes, voir Domanek.
Domanek en albanais et Domanek en serbe latin (en serbe cyrillique : Доманек) est une localité du Kosovo située dans la commune/municipalité de Gllogoc/Glogovac, district de Pristina (Kosovo) ou district de Kosovo (Serbie). Selon le recensement kosovar de 2011, elle compte 706 habitants, tous albanais.

## Démographie

### Évolution historique de la population dans la localité
| 1948 | 1953 | 1961 | 1971 | 1981 | 1991 | 2011 |
| ---- | ---- | ---- | ---- | ---- | ---- | ---- |
| 168  | 195  | 250  | 391  | 503  | 680  | 706  |

|  |